# Eban and Charley
Eban and Charley è un film del 2000 diretto da James Bolton.
Il film segue la relazione romantica tra Eban, gay di 29 anni e Charley, un ragazzo di 15 anni. Pur trattandosi di un argomento molto controverso (vale a dire, la differenza di età nei rapporti sessuali), il film affronta questi problemi in maniera rilassata. Il film affronta anche le conseguenze che la relazione di Eban e Charley provoca con i loro genitori. La trama è basata su quanto accaduto ad uno degli amici di Bolton, che è stato scaricato dal suo vecchio fidanzato, poiché i genitori non approvavano la disparità di età tra i due.

## Trama
Eban, ventinovenne allenatore di football in una scuola di Seattle, lascia il lavoro e torna nella sua città natale di Seaside a casa dei suoi genitori. Per caso incontra Charley, quindicenne gay che ha da poco perso la madre e vive con il padre severo. I due iniziano a frequentarsi nonostante il padre di Charley si dichiari contrario alla loro relazione.
Eban, che ha perso il lavoro a Seattle a causa di una relazione con uno studente, si ritrova con il rischio di essere arrestato, data la giovane età del ragazzo. Charley cerca allora di convincerlo a scappare insieme in un luogo dove il loro amore sia consentito dalla legge.

## Distribuzione
Il film è stato presentato per la prima volta al Frameline Film Festival (allora noto come il San Francisco International Lesbian & Gay Film Festival) il 12 giugno 2000. Il 14 dicembre 2001 è stato distribuito in video dalla Picture This! Entertainment. Nel 2002, è stato proiettato al Cinema Village di New York City.

## Accoglienza
Il film ha ricevuto recensioni ampiamente negative da parte della critica. Su Rotten Tomatoes, ha un punteggio del 33%, basato su 9 recensioni di critici, e su Metacritic, ha un punteggio di 30 su 100, che indica "recensioni generalmente sfavorevoli", basato su 11 recensioni.
Elvis Mitchell del The New York Times ha dato al film un rating di 1 su 5, scrivendo che "potrebbe essere meglio descritta come predicare a una congregazione sparse, oppure Bolton è semplicemente fuori di alesaggio persone alla sottomissione." Ed Park di Village Voice ha scritto che "Preachy and humorless, Eban and Charley shocks only by the quality of its numbing solipsism." Maitland McDonagh, scrivendo per TV Guide, ha dato al film una stella su 4, definendolo "serio ma non illuminante" e scrivendo che Bolton "mina la sua stessa equilibrata presentazione della situazione rendendo il 29enne Eban così raccapricciante."
Kevin Thomas del Los Angeles Times era più favorevole, scrivendo nella sua recensione del film che "Poche persone saranno in grado di andare avanti con il punto di vista per quanto riguarda i rapporti tra adulti e ragazzi minorenni di Bolton, ma non si può negare il regista e sceneggiatore, nel suo primo lungometraggio, ha evitato il sensazionalismo nel raccontare questa storia." Un'altra recensione favorevole è stata scritta sul Chicago Tribune da Patrick Z. McGavin, che ha dato il film 3 su 4 stelle. McGavin ha scritto che "Il film non è mai economico o sensazionalistico, e le performance sono finemente sottovalutate, anche se ha girato il lavoro in video, Bolton attinge alle località del Nordovest del Pacifico in modo eccellente."

## Riconoscimenti
- 2000 - Chicago Gay and Lesbian International Film Festival
  - Miglior film

## Colonna sonora
La colonna sonora di Eban and Charley è stata scritta e registrata da Stephin Merritt dei The Magnetic Fields.  L'album della colonna sonora è stato pubblicato il 22 gennaio 2002 su Merge Records ed è stata la prima registrazione di Merritt a proprio nome. Merritt disse a Rolling Stone che voleva mantenere la musica per il film a tempo indeterminato, dicendo del film, "Se fosse una storia d'amore sarebbe stata una serie di archi, e se fosse stato un horror mostrarlo sarebbero state scoppi di corno, quindi ho deciso di fare una terza via."
Secondo Metacritic, l'album della colonna sonora del film ha ricevuto recensioni generalmente favorevoli dalla critica, con un punteggio di 68 su 100. Richie Unterberger ha dato 3 stelle su 5 in una recensione che ha scritto per AllMusic e l'ha definito il suo quinto album preferito del 2001 nella sua lista per Rolling Stone, scrivendo "Questa colonna sonora non è un grande sforzo da parte dell'uomo di Magnetic Fields, ma un modesto trionfo di oscurità sommessa lo stesso."
Template:Album ratings

### Tracce
1. Mother –	0:38
2. Cricket Problem –	2:18
3. Some Sunny Day –	1:46
4. O Tannenbaum –	2:05
5. Poppyland –	3:19
6. Drowned Sailors –	1:37
7. Maria Maria Maria –	4:26
8. Titles –	1:28
9. This Little Ukulele –	1:21
10. Tea Party –	1:09
11. Tiny Flying Player Pianos –	1:14
12. Mother Remembered –	0:45
13. Victorian Robots –	2:06
14. Water Torture –	3:02
15. Greensleeves –	2:46
16. Stage Rain –	6:58